# CryEngine

Die CryEngine-Familie

CryEngine ist eine Spiel-Engine des deutschen Entwicklerstudios Crytek.

## CryEngine
Das erste Spiel, das diese Engine verwendete, war das ebenfalls vom Unternehmen Crytek entwickelte Far Cry, das im Jahr 2004 erschien. Die CryEngine besaß eine für die damaligen Verhältnisse herausragende Grafikqualität, basierend auf Techniken wie Bumpmapping, Pixel-Shader 2.0 sowie Vertex-Shader 2.0. Sie zeichnete sich besonders durch ihre Wasserdarstellung und die große Sichtweite aus. Die Engine wurde in Verbindung mit dem Far-Cry-Spiel schrittweise erweitert; mit Patches kamen Merkmale wie High Dynamic Range Rendering, Geometrie-Instanziierung, Unterstützung von 64-Bit-CPUs, Offsetmapping und Unterstützung für neuere Shader-Versionen (Shader-Modell 2.0b und 3.0) hinzu. Für die Verwendung in der Technologie-Demo The Project wurde auch ein Schärfentiefe-Effekt hinzugefügt.

## CryEngine 2
Am 16. November 2007 erschien das Spiel Crysis, das die CryEngine 2 nutzt. Die CryEngine 2 unterstützte als eine der ersten Engines DirectX 10. Sie enthielt alle Merkmale der ersten Version und wurde um volumetrische Wolken, detailliertere Gesichtsdarstellungen, Pflanzenbewegung beim Kontakt mit der Spielfigur und anderes erweitert. Damit reizte die CryEngine 2 das Leistungspotential der zum Releasezeitpunkt aktuellen Hardwaregeneration oftmals aus.

## CryEngine 3
Am 27. März 2009 auf der GDC 2009 zeigte Crytek die CryEngine 3. Die CryEngine 3 läuft neben dem PC auf den Konsolen Xbox 360 und PlayStation 3. Sie läuft außerdem auf der Wii U, der Xbox One und der PlayStation 4. Die Sandbox der Engine erlaubt laut Crytek das gleichzeitige Arbeiten auf allen drei Plattformen. Bei ausreichender Rechenleistung ist sogar 3D-Ausgabe (nach dem Off-Center-Projektionsprinzip) im 4K-Digitalkinoformat möglich. Seit dem 18. August 2011 ist eine kostenlose Version der CryEngine 3 verfügbar. Für kommerzielle Projekte wird eine zusätzliche Lizenz benötigt.
Die CryEngine 3 unterstützte ursprünglich nur DirectX 9.0c. Dank eines nachträglich erschienenen Patches wird derzeit auch DirectX 11 unterstützt, was sich sichtbar auf die Qualität der Grafikausgabe auswirkt. Auf der GDC 2014 kündigte Crytek in Kooperation mit AMD an, deren Direct3D-Alternative AMD Mantle zu unterstützen. Dies soll unter anderem die Renderqualität erheblich steigern. Auch wird die Techdemo rund um die von AMD erschaffene Figur Ruby auf die CryEngine setzen.
Auf der Gamescom wurde am 18. August 2011 ein kostenloses SDK veröffentlicht, mit dem nicht-kommerzielle Spiele entwickelt werden dürfen.

## CryEngine
Die am 21. August 2013 veröffentlichte CryEngine erhielt keine Nummerierung. Intern erhielt sie jedoch die Versionsnummer 3.6.0, was darauf hindeutet, dass diese Version zwar in der Vermarktung als vierte Version angesehen werden kann, dies intern jedoch nicht ist.
Ab Version 3.8.1 unterstützt die CryEngine OpenGL als gleichwertige Grafikschnittstelle.

## CryEngine V
Am 16. März 2016 wurde die CryEngine V veröffentlicht. Das V im Namen umgeht einerseits die ungeklärte Nummerierung der Vorgänger-Version, ist vermutlich aber auch eine Anspielung auf den nativen Virtual-Reality-Support der Engine.
Sie unterstützt zudem die Grafikschnittstellen Vulkan und DirectX 12.

## Lizenzmodell
Seit der CryEngine V kann der Kunde selbst entscheiden, wie viel ihm die CryEngine wert ist. Selbst bei einem Betrag von 0 € stehen den Entwicklern der volle Quellcode und die vollständigen Vermarktungsrechte offen.
Ein Teil des selbst bestimmten Preises kann (je nach Nutzerwunsch) an den eigenen Indie Development Fund gehen, um unabhängige Spieleentwickler zu unterstützen.
Am 20. März 2018 wurde eine 5-prozentige Abgabe auf die mit dem Spiel erzielten Einnahmen eingeführt. Dabei sind die ersten 5.000 verkauften Exemplare lizenzfrei. Ebenfalls lizenzfrei sind die auf der Crytek-eigenen Plattform „CRYENGINE“ verkauften Spiele.

## Liste von Programmen, die die CryEngine nutzen

### CryEngine
| Titel   | Veröffentlichung | Entwickler | Publisher    | Plattform |
| ------- | ---------------- | ---------- | ------------ | --------- |
| Aion    | 25. Nov. 2008    | NCSOFT     | Gameforge 4D | Windows   |
| Far Cry | 23. März 2004    | Crytek     | Ubisoft      | Windows   |

### CryEngine 2
| Titel             | Veröffentlichung | Entwickler          | Publisher           | Plattform    |
| ----------------- | ---------------- | ------------------- | ------------------- | ------------ |
| Blue Mars         | 2. Sep. 2009     | Avatar Reality      | Avatar Reality      | Windows, iOS |
| Crysis            | 13. Nov. 2007    | Crytek              | Electronic Arts     | Windows      |
| Crysis Warhead    | 16. Sep. 2008    | Crytek Budapest     | Electronic Arts     | Windows      |
| Drug Wars         | 17. März 2009    | Paleo Entertainment | Paleo Entertainment | Windows      |
| Entropia Universe | 17. Aug. 2009    | MindArk             | MindArk             | Windows      |

### CryEngine 3
| Titel                              | Veröffentlichung | Entwickler                        | Publisher                                                  | Plattform                                  |
| ---------------------------------- | ---------------- | --------------------------------- | ---------------------------------------------------------- | ------------------------------------------ |
| ArcheAge                           | 15. Jan. 2013    | XL Games                          | Trion Worlds                                               | Windows                                    |
| ASTA                               | 2. März 2016     | Polygon Games                     | Move Games                                                 | Windows                                    |
| Cabal 2                            | 14. Nov. 2012    | ESTsoft                           | ESTsoft                                                    | Windows                                    |
| Crysis                             | 4. Okt. 2011     | Crytek                            | Electronic Arts                                            | PlayStation 3, Xbox 360                    |
| Crysis 2                           | 22. März 2011    | Crytek, Crytek UK                 | Electronic Arts                                            | Windows, PlayStation 3, Xbox 360           |
| Crysis 3                           | 19. Feb. 2013    | Crytek, Crytek UK                 | Electronic Arts                                            | Windows, PlayStation 3, Xbox 360           |
| Dismounted Soldier Training System | 2012             | Intelligent Decisions             |                                                            |                                            |
| Enemy Front                        | 10. Juni 2014    | CI Games                          | CI Games                                                   | Windows, PlayStation 3, Xbox 360           |
| Lichdom: Battlemage                | 26. Aug. 2014    | Xaviant                           | Xaviant (Windows), Maximum Games (PlayStation 4, Xbox One) | Windows, PlayStation 4, Xbox One           |
| MechWarrior Online                 | 17. Sep. 2013    | Piranha Games                     | Piranha Games                                              | Windows                                    |
| Nexuiz (2012)                      | 3. Mai 2012      | IllFonic                          | THQ                                                        | Windows, Xbox 360                          |
| Panzar                             | 12. Apr. 2013    | Panzar Studio                     | Panzar Studio                                              | Windows                                    |
| Ruby Techdemo                      | 2013             | AMD                               |                                                            |                                            |
| Sniper: Ghost Warrior 2            | 12. März 2013    | City Interactive                  | City Interactive                                           | Windows, PlayStation 3, Xbox 360           |
| State of Decay                     | 5. Juni 2013     | Undead Labs                       | Microsoft Studios                                          | Windows, Xbox 360, Xbox One                |
| The Urban Life System              | 2010             | Enodo                             |                                                            |                                            |
| Warface                            | 21. Okt. 2013    | Crytek Kiev, Crytek UK (Xbox 360) | Crytek, Microsoft Studios (Xbox 360)                       | Windows, Xbox 360, PlayStation 4, Xbox One |

### CryEngine (4. Generation)
| Titel                           | Veröffentlichung | Entwickler                               | Publisher                   | Plattform                               |
| ------------------------------- | ---------------- | ---------------------------------------- | --------------------------- | --------------------------------------- |
| Arena of Fate                   | Eingestellt      | Crytek Black Sea                         | Crytek                      | Windows, PlayStation 4, Xbox One        |
| Armored Warfare                 | 8. Okt. 2015     | Obsidian Entertainment                   | Obsidian Entertainment      | Windows                                 |
| BattleCry                       | Eingestellt      | Battlecry Studios                        | Bethesda Softworks          | Windows                                 |
| Everybody’s Gone to the Rapture | 11. Aug. 2015    | The Chinese Room SCE Santa Monica Studio | Sony Computer Entertainment | Windows, PlayStation 4                  |
| Evolve                          | 10. Feb. 2015    | Turtle Rock Studios                      | 2K Games                    | Windows, PlayStation 4, Xbox One        |
| Homefront: The Revolution       | 17. Mai 2016     | Deep Silver Dambuster Studios            | Deep Silver                 | Windows, PlayStation 4, Xbox One, Linux |
| Kingdom Come: Deliverance       | 13. Feb. 2018    | Warhorse Studios                         | Warhorse Studios            | Windows, PlayStation 4, Xbox One        |
| Ryse: Son of Rome               | 22. Nov. 2013    | Crytek Frankfurt                         | Microsoft Studios           | Windows, Xbox One                       |
| Prey                            | 5. Mai 2017      | Arkane Studios                           | Bethesda Softworks          | Windows, PlayStation 4, Xbox One        |
| Sniper Ghost Warrior 3          | 25. Apr. 2017    | CI Games                                 | CI Games                    | Windows, PlayStation 4, Xbox One        |
| The Collectables                | 19. März 2014    | Crytek Frankfurt                         | DeNA                        | iOS, Android                            |
| The Climb                       | 28. April 2016   | Crytek                                   | Crytek                      | Windows, Oculus Home                    |

### CryEngine V
| Titel                        | Veröffentlichung   | Entwickler       | Publisher   | Plattform                           |
| ---------------------------- | ------------------ | ---------------- | ----------- | ----------------------------------- |
| Hunt: Showdown               | 22. Februar 2018   | Crytek           | Crytek      | Windows, PlayStation 4, Xbox One    |
| Crysis Remastered            | 18. September 2020 | Crytek           | Crytek      | Windows, PlayStation 4, Xbox One    |
| Kingdom Come: Deliverance II | 4. Februar 2025    | Warhorse Studios | Deep Silver | Windows, PlayStation 5, Xbox Series |